# Garcinia macrantha
Garcinia macrantha är en tvåhjärtbladig växtart som beskrevs av Albert Charles Smith. Garcinia macrantha ingår i släktet Garcinia och familjen Clusiaceae. Inga underarter finns listade i Catalogue of Life.